# Foresta di transizione Cross-Niger
La foresta di transizione Cross-Niger è un'ecoregione dell'ecozona afrotropicale, definita dal WWF (codice ecoregione: AT0106), situata nel sud-est della Nigeria e delimitata a ovest dal fiume Niger e ad est dal fiume Cross. In passato un ricco mosaico di foresta tropicale e savana alberata ricopriva le basse colline ondulate della regione, ma attualmente questa è una delle regioni più densamente popolate dell'Africa e la maggior parte delle foreste è andata perduta, tanto che il paesaggio è dominato dalla prateria.

## Territorio
L'ecoregione si estende attraverso gli stati nigeriani di Abia, Akwa Ibom, Anambra, Ebonyi e Imo, ricoprendo un'area di 20.700 km². Il fiume Niger separa la foresta di transizione Cross-Niger dalle foreste di pianura della Nigeria a ovest, l'ecoregione che probabilmente ricorda più da vicino l'originario aspetto dell'ecoregione del Cross-Niger. A sud e a sud-ovest si estendono le foreste palustri del delta del Niger. A nord, la foresta di transizione Cross-Niger sfuma nel mosaico di foresta e savana della Guinea che caratterizza le regioni interne, più aride, del paese.
Il clima è umido, ma si fa più secco procedendo verso l'interno, con una stagione secca che va da dicembre a febbraio.

## Flora
La flora e la fauna originarie dell'ecoregione mostrano caratteri di «transizione», in quanto presentano elementi propri delle foreste dell'Alta Guinea dell'Africa occidentale e di quelle della Bassa Guinea-Congo dell'Africa centrale, che costituiscono la più estesa regione di foresta umida tropicale del continente africano. Tra gli alberi della regione figurano la leguminosa  Afzelia africana, che viene coltivata per il legname, e la palma Borassus aethiopum.

## Fauna
Le piccole aree protette di foresta che rimangono nella prateria sono la dimora di animali come il cercopiteco di Sclater e il camaleonte crestato (Chamaeleo cristatus). Il fiume Niger ha da sempre costituito una barriera che ha limitato gli spostamenti della fauna selvatica dentro e fuori dalla regione. I grandi mammiferi sono scomparsi dalla regione a partire dagli anni quaranta e attualmente nell'area è rimasta così poca fauna selvatica che perfino pipistrelli e rane vengono catturati e mangiati.

## Conservazione
L'ecoregione ha mantenuto per secoli una numerosa popolazione umana, e gran parte del manto forestale che la ricopriva è andato distrutto per far spazio a terreni agricoli, piantagioni di alberi e infrastrutture come le raffinerie di petrolio di Port Harcourt. Tra le poche enclaves di foresta primigenia rimaste figurano la riserva forestale di Stubbs Creek nello Stato di Akwa Ibom, nonché alcune enclaves di foresta sacra, che stanno scomparendo sempre più velocemente man mano che gli abitanti abbandonano gli antichi villaggi, e alcune chiazze di foresta rivierasca. Alcune riserve forestali sorgono nello Stato di Anambra e in altre zone della regione, ma queste ultime vengono preservate più per essere sfruttate come riserva di legname che per proteggere l'ambiente originario.